# Konavoski pijor
Konavoski pijor (latinski: Telestes miloradi) endemska je vrsta šaranke. Nastanjuje rijeku Ljutu.